# Tillandsia 'Long John'
Tillandsia 'Long John' es un  cultivar híbrido del género Tillandsia perteneciente a la familia  Bromeliaceae.
Es un híbrido creado   con las especies Tillandsia pseudobaileyi × Tillandsia intermedia.